# Armstrong (kráter)

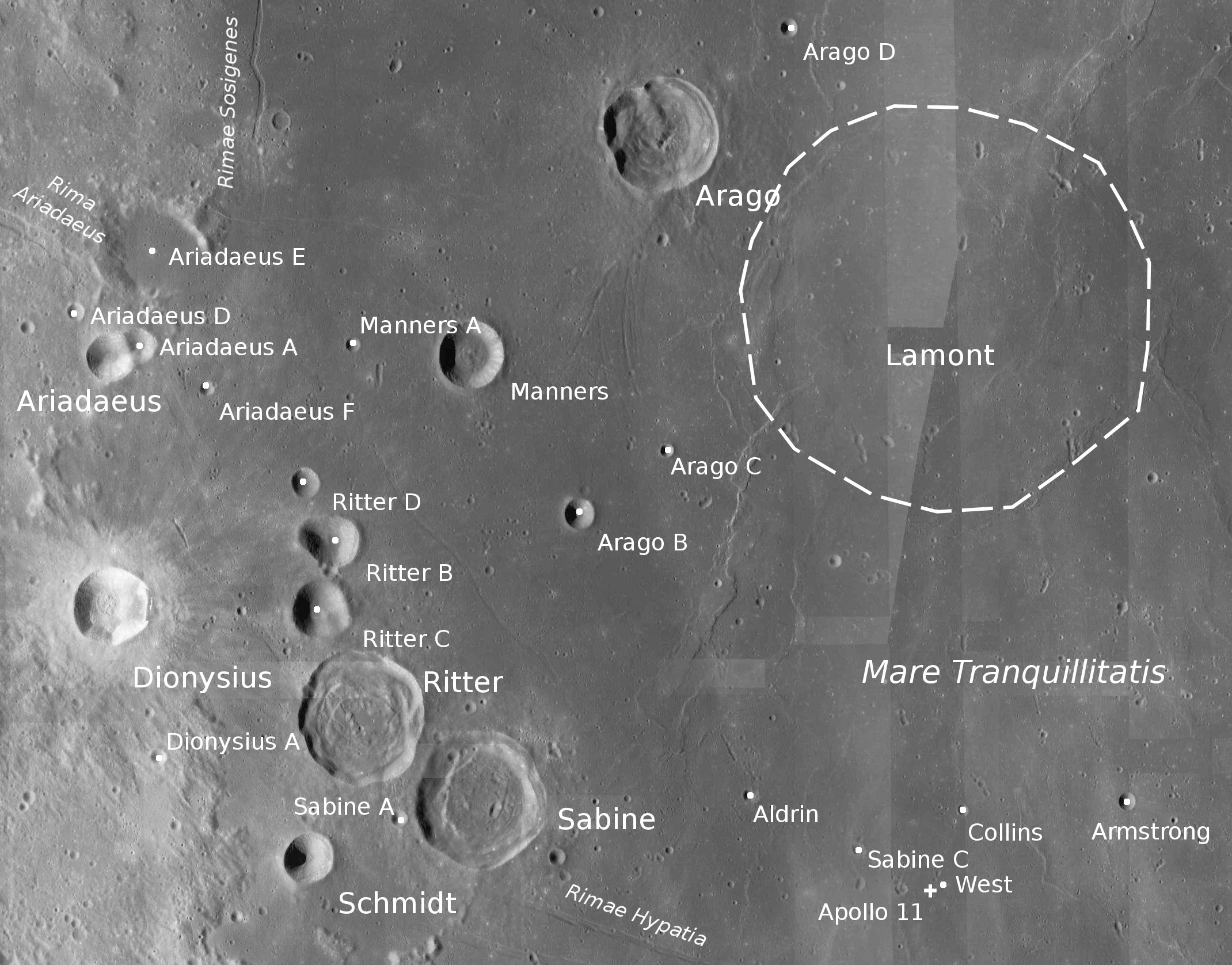
Poloha kráteru Armstrong (v pravém dolním rohu fotografie).

Armstrong je malý měsíční kráter nacházející se na přivrácené straně Měsíce na jihozápadním okraji Mare Tranquillitatis (Moře klidu) poblíž rovníku. Má průměr 4,6 km, pojmenován je podle amerického astronauta Neila Armstronga z vesmírné expedice Apollo 11, která přistála nedaleko. Členy expedice byli i Michael Collins a Edwin Eugene Aldrin. Mezinárodní astronomická unie udělala v případě astronautů výjimku a pojmenovala po nich krátery na Měsíci (obvykle se nepojmenovávají po žijících osobách). Kráter Collins leží západně od Armstronga, kráter Aldrin ještě více na západ na 22° poledníku východní délky. Za nimi se nachází dvojice kráterů Sabine a Ritter, jižně se táhne široká brázda soustavy Rimae Hypatia.
Než Mezinárodní astronomická unie přejmenovala kráter Armstrong na současný název, měl označení Sabine E. Poblíž dopadla americká vesmírná sonda Ranger 8 (1965) a přistála sonda Surveyor 5 (1967).